# Vincent Gallagher
Vincent Joseph Gallagher Jr. (30 aprile 1899 – 27 giugno 1983) è stato un canottiere statunitense.

## Palmarès

### Olimpiadi
- 1 medaglia:
  - 1 oro (Anversa 1920 nell'otto)